# Siarhiej Padsasonny
Siarhiej Alaksandrawicz Padsasonny (biał. Сяргей Аляксандравіч Падсасонны, ros. Сергей Александрович Подсосонный, Siergiej Aleksandrowicz Podsosonnyj; ur. w 1981) – białoruski filolog, psycholog, dziennikarz i działacz społeczny na rzecz LGBT, od 2008 roku mieszkający w Polsce; główny redaktor bloku informacyjnego telewizji Biełsat TV i prowadzący w programie Studyja „Biełsat”; doktor nauk humanistycznych.

## Życiorys

### Działalność na Białorusi
Urodził się w 1981 roku, uczył się w wiejskiej szkole. Ukończył studia na Wydziale Filologii Homelskiego Uniwersytetu Państwowego im. Franciszka Skaryny (HUP), aspiranturę na tym samym wydziale i Wydział Psychologii HUP. Pracował jako nauczyciel języka rosyjskiego, białoruskiego i literatury. W latach 2004–2007 był wykładowcą filologii rosyjskiej na HUP. W 2006 roku przygotował pracę kandydacką (odpowiednik polskiej pracy doktorskiej) z filologii rosyjskiej na temat grzechu w twórczości Fiodora Dostojewskiego, jednak nie obronił jej na HUP. Przyczyną, jak twierdzi, była odmowa władz uczelni spowodowana naciskami politycznymi. Wkrótce wydał swoją pracę w formie rosyjskojęzycznej książki Hrech pawodle Dastajeuskaha (pol. Grzech według Dostojewskiego). Ukończył szkołę dziennikarską organizowaną w Baranowiczach przez warszawskie Europejskie Centrum Kultury i Komunikacji, należał do Białoruskiego Stowarzyszenia Dziennikarzy.
Siarhiej Padsasonny nie ukrywał nigdy swojej homoseksualnej orientacji. Wydawał jedno z pierwszych czasopism LGBT na Białorusi pt. „Każdemu Swoje” (trzy wydania w 2003 roku). Białoruska Komisja Wojskowa skierowała go na przymusowe leczenie psychiatryczne w celu „wyleczenia go z homoseksualizmu”. „Leczony” był, jak twierdzi, za pomocą witaminy C. Zajmował się działalnością w młodzieżowych organizacjach pozarządowych. W 2007 roku przypadkowo trafił na casting do nadającej z Polski białoruskojęzycznej telewizji Biełsat TV. Podjął współpracę ze stacją i od momentu jej uruchomienia w 2007 roku przygotowywał dla niej materiały, m.in. reportaż o zdarzających się na Białorusi przypadkach kierowania gejów do szpitali psychiatrycznych i wysyłaniu informacji o ich „transseksualizmie” do miejsc pracy. Materiał oparty był na osobistych doświadczeniach. W listopadzie 2007 roku Siarhiej Padsasonny został siłą zabrany z mieszkania przez białoruskie KGB i przewieziony na przesłuchanie, w czasie którego pytano go o powiązania z Biełsatem. W styczniu 2008 roku funkcjonariusze służb bezpieczeństwa dokonali rewizji w jego mieszkaniu, rekwirując kamerę i nośniki pamięci. Padsasonny został zwolniony z pracy na uniwersytecie i dyscyplinarnie usunięty z domu akademickiego. Rozpoczęte zostało śledztwo w sprawie posiadania przez niego nielegalnej literatury, w związku z czym przez trzy dni funkcjonariusze KGB wywozili jego książki. Według jego słów, przez jednego z pracowników KGB był szarpany i obrzucany wyzwiskami.

### Działalność w Polsce

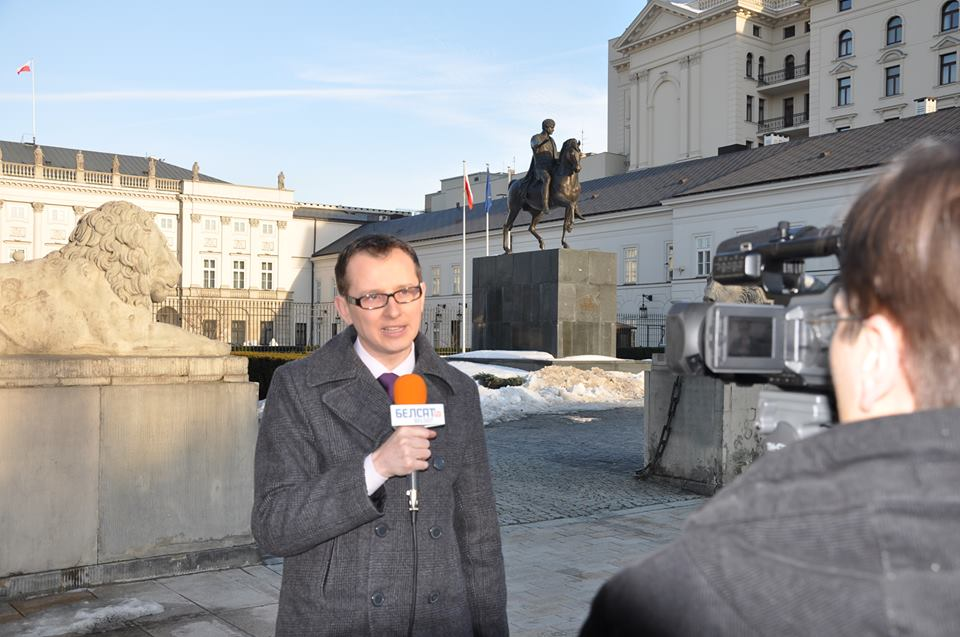
Siarhiej Padsasonny prowadzi program sprzed Pałacu Prezydenckiego w Warszawie

Wkrótce po rozpoczęciu śledztwa Siarhiej Padsasonny, obawiając się aresztowania, z pomocą przyjaciół zbiegł z Białorusi do Polski. Przez pierwsze dwa lata mieszkał u polskiego działacza LGBT Łukasza Pałuckiego. Kontynuował pracę w Biełsacie, przygotowując reportaże, m.in. o stosunku białoruskiej armii wobec gejów. Szkolił korespondentów pracujących na Białorusi. Przez dwa lata prowadził program Abjektyu (pol. Obiektyw). Potem został głównym redaktorem bloku informacyjnego i prowadzącym w programie Studyja „Biełsat”. Publikuje w polskich czasopismach, jest autorem licznych artykułów naukowych. Oprócz dziennikarstwa zajmuje się także literaturoznawstwem. Zdarza mu się „potajemnie” odwiedzać ojczysty kraj. Po czterech latach pobytu w Polsce ponownie zdał egzaminy z zakresu filologii rosyjskiej i raz jeszcze napisał pracę doktorską. 13 marca 2012 roku uzyskał stopień doktora nauk humanistycznych na Wydziale Lingwistyki Stosowanej Uniwersytetu Warszawskiego. Temat jego dysertacji doktorskiej brzmiał: Motyw grzechu w powieściach F.M. Dostojewskiego, a jego opiekunem naukowym była prof. dr hab. Ludmiła Łucewicz.
Siarhiej Padsasonny pełni funkcję Białoruskiego Ambasadora Międzynarodowego Stowarzyszenia Lesbijek i Gejów na rzecz Kultury (na wygnaniu w Polsce). Wchodził w skład Komitetu Organizacyjnego Parady Równości w Warszawie w 2013 roku. Odpowiadał w nim za kontakty z Europą Wschodnią oraz za wersję rosyjskojęzyczną strony internetowej Parady.

## Poglądy i oceny

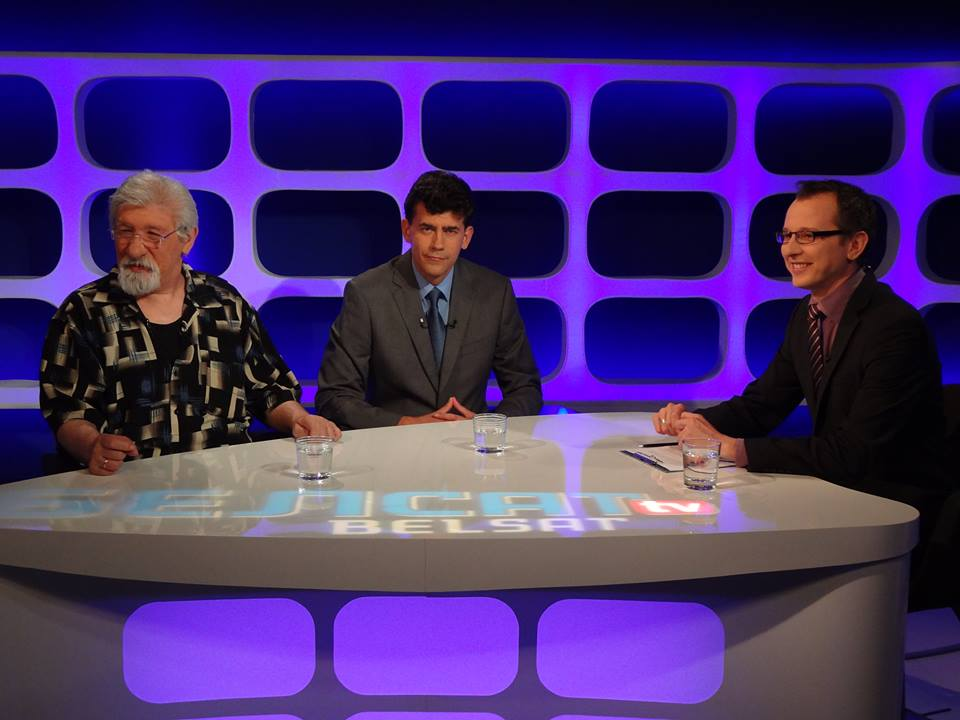
Siarhiej Padsasonny prowadzi program w studiu telewizji Biełsat TV

Zdaniem Siarhieja Padsasonnego mężczyźni skazani na śmierć w związku ze sprawą zamachu w metrze w Mińsku w 2011 roku – Dzmitryj Kanawałau i Uładzisłau Kawalou – nie byli winni, a Alaksandr Łukaszenka stracił na wykonaniu wyroku.
Zdaniem Łukasza Pałuckiego, pozycja Siarhieja Padsasonnego wśród białoruskich dziennikarzy jest porównywalna z pozycją Moniki Olejnik w polskich mediach. Sprawiło to, że wśród warszawskich znajomych nazywany jest żartobliwie białoruską Moniką Olejnik. Natomiast w homelskim portalu internetowym Gomielbest. Nowosti Gomielia został opublikowany paszkwil, w którym w silnie obraźliwym tonie zasugerowano, że Pasdasonny został przyjęty do pracy w telewizji, ponieważ kryterium naboru pretendentów do pełnienia obowiązków w „Biełsacie” jest nietradycyjna orientacja seksualna i inne anomalne seksualne „bajery”.